# Juan Gutiérrez (baseball)
Pour les articles homonymes, voir Juan Gutiérrez et Gutiérrez.
Juan Carlos Gutiérrez (né le 14 juillet 1983 à Puerto La Cruz, Anzoátegui, Venezuela) est un lanceur de relève droitier des Ligues majeures de baseball.

## Carrière

### Astros de Houston
Juan Gutiérrez signe son premier contrat professionnel avec les Diamondbacks de l'Arizona en 2000.
Il fait ses débuts dans les majeures le 19 août 2007 avec Houston. Il joue sept parties au cours des mois d'août et septembre, dont trois comme lanceur partant. Le 15 septembre contre Pittsburgh, il reçoit sa première victoire au plus haut niveau. Sa fiche avec les Astros est de 1-1 avec une moyenne de points mérités de 5,91 en 21 manches et un tiers lancées. Il enregistre aussi 16 retraits sur des prises pendant ce court séjour avec l'équipe texane.
Le 14 décembre 2007, les Astros transfèrent Gutiérrez, le joueur d'avant-champ Chris Burke et le releveur Chad Qualls aux Diamondbacks de l'Arizona en retour du stoppeur José Valverde.

### Diamondbacks de l'Arizona
Après une saison 2008 passée en ligue mineure, Gutiérrez lance 65 parties en relève pour les Diamondbacks en 2009. Le droitier œuvre 71 manches au monticule et conserve une moyenne de points mérités de 4,06. Dans une victoire sur San Diego le 26 mai, il réussit son premier sauvetage dans le baseball majeur, le premier de neuf réussis durant cette saison.
En 2010, Juan Gutiérrez mène tous les releveurs des Diamondbacks avec 15 sauvetages, soit trois de plus que l'autre stoppeur de l'équipe, Chad Qualls.
Blessé à l'épaule droite, il rate la majeure partie de la saison 2011 des Diamondbacks et ne joue que 20 matchs, le dernier le 24 mai. Il est libéré de son contrat au terme de la saison.

### Royals de Kansas City
En décembre 2011, il signe un contrat des ligues mineures avec les Royals de Kansas City. Il passe toute l'année 2012 en ligues mineures.
Il lance 29 manches et un tiers en 25 sorties pour les Royals en 2013 et maintient une moyenne de points mérités de 3,38. 

### Angels de Los Angeles
Le 24 juillet 2013, après avoir amorcé la saison à Kansas City, Gutiérrez est réclamé au ballottage par les Angels de Los Angeles où, ennuyé par une blessure au biceps, sa campagne prend une autre direction. En effet, il ne répète pas les performances de première moitié de saison et affiche une moyenne de points mérités de 5,19 en 26 manches lancées lors de 28 sorties pour sa nouvelle équipe. Il termine l'année avec une victoire, 5 défaites et une moyenne de 4,23 en 55 manches et un tiers de travail lors de 53 matchs joués pour les Royals et les Angels.

### Giants de San Francisco
Gutiérrez gagne un poste chez les Giants de San Francisco pour la saison 2014. Le club l'utilise 61 fois en relève et, en 63 manches et deux tiers lancées, sa moyenne de points mérités se chiffre à 3,96. Il n'est cependant pas inclus dans l'effectif pour les séries éliminatoires.
Il est mis sous contrat par les Phillies de Philadelphie le 10 juin 2015 mais ne joue qu'avec un de leurs clubs affiliés en ligues mineures. Le 11 août suivant, il accepte un contrat des ligues mineures offert par les Nationals de Washington.